# Zahra Mohamed Ahmad
Zahra Mohamed Ahmad (1952) es una abogada y activista de derechos humanos somalí. Es la fundadora del Centro de Desarrollo de Mujeres Somalíes. Recibió el premio International Women of Courage Award en 2021.

## Biografía
Ahmad nació en 1952 y tenía siete hermanos. Su padre era un oficial de policía.
Ahmad se convirtió en subgerente de aduanas en el aeropuerto de Mogadiscio. Estaba casada con un expiloto comercial y de la fuerza aérea, el general Mohamud Sheikh Ali, y tenían cinco hijos. En 1991, Somalia se derrumbó y hubo disturbios civiles. Al año siguiente, ella y su familia partieron, con pesar, hacia Tanzania. Allí vivieron hasta el año 2000. Somalia todavía no era un buen lugar para vivir, pero Ahmed y su familia regresaron para ayudar en la reconstrucción.
Se puso a trabajar animando a las escuelas a reabrir y a los señores de la guerra a abandonar la violencia. La organización que formó se llamó HINNA. Más tarde, en 2000, fundó y dirigió el Centro de Desarrollo de Mujeres Somalíes (SWDC) en Mogadishu.
En 2005 regresó a la universidad para obtener un título en Derecho Internacional y Ley islámica (Sharia Law) en la Universidad de Somalia. Apoyan a las mujeres en prisión preventiva o en juicio ya las sobrevivientes de violencia sexual. El SWDC también informa sobre el abuso y la violencia en Somalia. El SWDC brinda asistencia legal y ella es la principal asesora legal. Los trabajadores de su organización fueron hostigados y amenazados, su único hijo ha muerto y ella también estaba en riesgo. En 2013, dos de los otros abogados de SWDC murieron en un ataque contra el juzgado de Mogadishu en el que murieron otras 27 personas y 60 resultaron heridas.
Su organización estableció Ceebla Crisis Line 5555. La línea ofrece apoyo tanto en somalí como en inglés a aquellas mujeres que están involucradas en violencia y abuso. La línea contó con el apoyo de Lydia Wanyoto, quien fue Jefa de la Misión de la Unión Africana en Somalia y la primera dama de Somalia, Zahra Omar Hassan .
Ahmad fue nominada por el embajador de EE. UU. en Somalia, Donald Yamamoto, y recibió el premio International Women of Courage Award en 2021. El premio fue presentado virtualmente por la primera dama Dra. Jill Biden y el Secretario de Estado Antony Blinken en el Día Internacional de la Mujer. Ese año hubo catorce mujeres vivas que recibieron premios. Los galardonados procedían de quince países, ya que los premios de 2021 incluyeron siete mujeres adicionales que habían muerto en Afganistán.